# 維哥-吉哈爾車站
維哥-吉哈爾車站，是西班牙加利西亞自治區維哥的鐵路車站。啟用於2011年。該站最初是維戈港的一個貨運站，位於同名碼頭上，在建造新的Vialia Vigo車站（取代Vigo-Urzaiz車站）期間，該站成為所有開往維戈的火車的臨時終點站。